# Cobie Sikkens
Jacoba Catharina Sikkens –conocida como Cobie Sikkens– (Groninga, 11 de mayo de 1946) es una deportista neerlandesa que compitió en natación. Ganó una medalla de oro en el Campeonato Europeo de Natación de 1966 en la prueba de 4 × 100 m estilos.

## Palmarés internacional
| Campeonato Europeo | Campeonato Europeo     | Campeonato Europeo | Campeonato Europeo |
| Año                | Lugar                  | Medalla            | Prueba             |
| ------------------ | ---------------------- | ------------------ | ------------------ |
| 1966               | Utrecht (Países Bajos) | Medalla de oro     | 4 × 100 m estilos  |